# Lista över avsnitt av Modern Family
Detta är en avsnittslista för den amerikanska TV-serien Modern Family, som började sändas i ABC den 23 september 2009.

## Säsonger
| Säsong | Säsong | Avsnitt           | Sändningsdatum    | Sändningsdatum    | DVD/Blu-ray releasedatum | DVD/Blu-ray releasedatum  | DVD/Blu-ray releasedatum | DVD/Blu-ray releasedatum |
| Säsong | Säsong | Avsnitt           | Säsongspremiär    | Säsongsavslutning | Region 1                 | Region 2 (Storbritannien) | Region 2 (Sverige)       | Region 4                 |
| ------ | ------ | ----------------- | ----------------- | ----------------- | ------------------------ | ------------------------- | ------------------------ | ------------------------ |
|        | 1      | 1-4               | 23 september 2009 | 14 oktober 2009   |                          |                           | 9 juni 2010              |                          |
| 1-24   | 1      | 23 september 2009 | 19 maj 2010       | 21 september 2010 | 4 oktober 2010           | 6 januari 2011            | 3 november 2010          |                          |
|        | 2      | 25-48             | 22 september 2010 | 25 maj 2011       | 20 september 2011        | 5 september 2011          | 4 april 2012             | 21 september 2011        |
|        | 3      | 49-72             | 21 september 2011 | 23 maj 2012       | 18 september 2012        | 1 oktober 2012            | 5 juni 2013              | 10 oktober 2012          |
|        | 4      | 73-96             | 26 september 2012 | 22 maj 2013       | 24 september 2013        | 1 oktober 2013            | 11 december 2013         | 6 november 2013          |
|        | 5      | 97-120            | 25 september 2013 | 21 maj 2014       | 23 september 2014        | 15 september 2014         | 15 oktober 2014          | 17 september 2014        |
|        | 6      | 121-144           | 24 september 2014 | 20 maj 2015       |                          |                           |                          |                          |

### Säsong 1 (2009-2010)
| Nr | Titel                | Regissör        | Författare                                            | Sändes i USA      | Sändes i Sverige |
| --- | -------------------- | --------------- | ----------------------------------------------------- | ----------------- | ---------------- |
| 1 - 101 | "Pilot"              | Jason Winer     | Steven Levitan Christopher Lloyd                      | 23 september 2009 | 16 april 2010    |
| Manny blir förälskad i en tjej och Haley tar med sig en kille hem. Mitchell och Cameron har fått sitt adoptivbarn Lily.                                                                                                  |                      |                 |                                                       |                   |                  |
| 2 - 102 | "The Bicycle Thief"  | Jason Winer     | Bill Wrubel                                           | 30 september 2009 | 23 april 2010    |
| Phil försöker övertala Claire att de ska skaffa en ny cykel till sin son. Mitchell och Cameron bestämmer sig för att gå på en föräldrakurs.                                                                              |                      |                 |                                                       |                   |                  |
| 3 - 103 | "Come Fly with Me"   | Jason Winer     | Dan O'Shannon                                         | 7 oktober 2009    | 30 april 2010    |
| Phil och Jay provflyger ett modellplan. Gloria och Alex försöker införskaffa en ny klänning och Mitchell och Cameron besöker ett lågprisvaruhus.                                                                         |                      |                 |                                                       |                   |                  |
| 4 - 104 | "The Incident"       | Jason Winer     | Steven Levitan                                        | 14 oktober 2009   | 7 maj 2010       |
| Dede kommer oväntat på besök och när familjen ska äta middag hos Claire förändras allt. |                      |                 |                                                       |                   |                  |
| 5 - 105 | "Coal Digger"        | Jason Winer     | Christopher Lloyd                                     | 21 oktober 2009   | 14 maj 2010      |
| Gloria och Jay anordnar en grillfest på kvällen. Tidigare under dagen hade Manny och Luke haft en liten incident. |                      |                 |                                                       |                   |                  |
| 6 - 106 | "Run for Your Wife"  | Jason Winer     | Paul Corrigan Brad Walsh                              | 28 oktober 2009   | 21 maj 2010      |
| Skolan börjar efter sommarlovet och Phil tar en dag ledig för att umgås med Claire, och Lily måste gå till doktorn. Mannys klädval till skolan ogillas av Jay och Gloria.                                                |                      |                 |                                                       |                   |                  |
| 7 - 107 | "En Garde"           | Randall Einhorn | Danny Zuker                                           | 4 november 2009   | 28 maj 2010      |
| Manny börjar intressera sig för fäktning. Claire och Phil oroar sig över att deras barn inte är bra på någonting. |                      |                 |                                                       |                   |                  |
| 8 - 108 | "Great Expectations" | Jason Winer     | Joe Lawson                                            | 18 november 2009  | 4 juni 2010      |
| Claire och Phil firar bröllopsdag. Hos Jay och Gloria har barnbarnen övernattning och Jay tar hand om Lily då Mitchell och Cameron går ut.                                                                               |                      |                 |                                                       |                   |                  |
| 9 - 109 | "Fizbo"              | Jason Winer     | Paul Corrigan Brad Walsh                              | 25 november 2009  | 1 oktober 2010   |
| Luke har födelsedag och Phil och Claire hjälper till. Cameron kommer på besök utklädd till clownen Fitzo. |                      |                 |                                                       |                   |                  |
| 10 - 110 | "Undeck the Halls"   | Randall Einhorn | Dan O'Shannon                                         | 9 december 2009   | 1 oktober 2010   |
| Claire upptäcker en cigarett och Phil tänker ställa in julfirandet om han inte får veta vem som rökt. Manny och Gloria försöker fira jul på sitt eget sätt, något som inte Jay gillar, samtidigt träffar Lily jultomten. |                      |                 |                                                       |                   |                  |
| 11 - 111 | "Up All Night"       | Michael Spiller | Christopher Lloyd                                     | 6 januari 2010    | 8 oktober 2010   |
| Javier kommer på besök och Gloria blir orolig. Phil får njursten och hämtas av brandmän. Mitchell och Cameron försöker få Lily att sova men får problem.                                                                 |                      |                 |                                                       |                   |                  |
| 12 - 112 | "Not in My House"    | Chris Koch      | Caroline Williams                                     | 13 januari 2010   | 15 oktober 2010  |
| Phil har tittat på pornografi på datorn men Claire tror det är Luke som gjort det. Gloria uppskattar inte hundbutlerstatyn och Cameron blandar sig i trädgårdsmästarens arbete.                                          |                      |                 |                                                       |                   |                  |
| 13 - 113 | "Fifteen Percent"    | Jason Winer     | Steven Levitan                                        | 20 januari 2010   | 22 oktober 2010  |
| Shorty är homosexuell men det tror inte Jay, Gloria träffar Mannys dejt och Claire tröttnar på den nya fjärrkontrollen.                                                                                                  |                      |                 |                                                       |                   |                  |
| 14 - 114 | "Moon Landing"       | Jason Winer     | Bill Wrubel                                           | 3 februari 2010   | 29 oktober 2010  |
| Valerie hälsar på hos Claire och Jay spelar racketboll med Cameron medan Mitchell försöker hjälpa "oskyldiga" Gloria. |                      |                 |                                                       |                   |                  |
| 15 - 115 | "My Funky Valentine" | Michael Spiller | Jerry Collins                                         | 10 februari 2010  | 5 november 2010  |
| Phil och Claire firar alla hjärtans dag men Claire tycker det är pinsamt. Manny får hjälp av Mitchell och Cameron medan Jay och Gloria pratar om romantik.                                                               |                      |                 |                                                       |                   |                  |
| 16 - 116 | "Fears"              | Reginald Hudlin | Steven Levitan                                        | 3 mars 2010       | 12 november 2010 |
| Haley försöker ta körkort för tredje gången och Phil och Luke undersöker husets källare. Lilys barnläkare kommer på middag och Manny låtsas vara sjuk för att slippa tivolit.                                            |                      |                 |                                                       |                   |                  |
| 17 - 117 | "Truth Be Told"      | Jason Winer     | Joe Lawson                                            | 10 mars 2010      | 19 november 2010 |
| Phil råkar bjuda hem en gammal kompis via Facebook. Jay dödar Mannys sköldpadda och Mitchell är utarbetad. |                      |                 |                                                       |                   |                  |
| 18 - 118 | "Starry Night"       | Jason Winer     | Danny Zuker                                           | 24 mars 2010      | 26 november 2010 |
| Phil och Claire arbetar med barnens skolprojekt medan Jay och Mitchell tittar på meteoriter. Gloria och Cameron umgås med varandra.                                                                                      |                      |                 |                                                       |                   |                  |
| 19 - 119 | "Game Changer"       | Kevin Sullivan  | Joe Lawson Alex Herschlag Vanessa McCarthy Joe Lawson | 31 mars 2010      | 3 december 2010  |
| Phil önskar sig en ny Ipad på sin födelsedag men Claire får svårt att få tag på en. Manny och Gloria spelar schack med Jay och Mitchell blir tuffare.                                                                    |                      |                 |                                                       |                   |                  |
| 20 - 120 | "Benched"            | Chris Koch      | Danny Zuker                                           | 14 april 2010     | 10 december 2010 |
| Jay och Phil försöker bli nya baskettränare åt Luke och Manny. Cameron och Mitchell träffar en ny arbetsgivare men Cameron får problem.                                                                                  |                      |                 |                                                       |                   |                  |
| 21 - 121 | "Travels With Scout" | Seth Gordon     | Paul Corrigan Brad Walsh                              | 28 april 2010     | 14 januari 2011  |
| Phils pappa ger familjen en hund och Claire blir inte glad. Cameron vill bli trummis i Dylans band och Manny ser en skräckfilm med Jay och Gloria.                                                                       |                      |                 |                                                       |                   |                  |
| 22 - 122 | "Airport 2010"       | Jason Winer     | Dan O'Shannon Bill Wrubel                             | 5 maj 2010        | 21 januari 2011  |
| Jay ska åka med hela familjen till Hawaii, men hoppades att han skulle få åka ensam med Gloria. Mitchell, Manny och Claire gör flygresan svårare på sina sätt.                                                           |                      |                 |                                                       |                   |                  |
| 23 - 123 | "Hawaii"             | Steve Levitan   | Paul Corrigan Brad Walsh                              | 12 maj 2010       | 28 januari 2011  |
| Familjen är äntligen på Hawaii och Jay njuter av semestern. Phil försöker göra resan till sin och Claires smekmånad och Mitchell och Cameron är oense om vad de ska göra.                                                |                      |                 |                                                       |                   |                  |
| 24 - 124 | "Family Portrait"    | Jason Winer     | Ilana Wernick                                         | 19 maj 2010       | 4 februari 2011  |
| Claire vill få hela familjen på ett foto men det blir inte lätt. Gloria, Manny, Phil och Alex tittar på en basketmatch. Mitchell får jobbigt med Lily då Cameron får ett jobb och Jay blir intervjuad av Luke.           |                      |                 |                                                       |                   |                  |

### Säsong 2 (2010-2011)
| Nr | Titel                        | Regissör             | Författare                             | Sändes i USA      | Sändes i Sverige |
| --- | ---------------------------- | -------------------- | -------------------------------------- | ----------------- | ---------------- |
| 25 - 201 | "The Old Wagon"              | Michael Spiller      | Bill Wrubel                            | 22 september 2010 | 11 februari 2011 |
| Claire övertalar Phil att sälja sin gamla stationsvagn. Lily får en byggsats och Mitchell bestämmer sig för att bygga den. Kelly börjar dejta Manny men Gloria uppskattar henne bara i början. |                              |                      |                                        |                   |                  |
| 26 - 202 | "The Kiss"                   | Scott Ellis          | Abraham Higginbotham                   | 29 september 2010 | 18 februari 2011 |
| Claire börjar bli orolig över alla SMS från killar som Alex får och Alex får hjälp av Hayle. Manny blir rädd då Gloria berättar att en död släkting hemsöker henne i sina drömmar. |                              |                      |                                        |                   |                  |
| 27 - 203 | "Earthquake"                 | Michael Spiller      | Paul Corrigan Brad Walsh               | 6 oktober 2010    | 25 februari 2011 |
| En jordbävning inträffar och Claire och en rörmokare blir instängda tillsammans. Manny och Jay går och spelar golf och Mitchell och Cameron ursäktar sig med jordbävningen för att slippa Peppers brunch. |                              |                      |                                        |                   |                  |
| 28 - 204 | "Strangers on the Treadmill" | Scott Ellis          | Danny Zuker                            | 13 oktober 2010   | 4 mars 2011      |
| Phils företag ger honom uppdraget att vara värd på en fest och Claire blir orolig inför den. Cameron börjar träna men får problem. Jay följer med Gloria på en födelsedagsfest och Claire och Mitchell hjälper varandra med sina problem.                                                                                 |                              |                      |                                        |                   |                  |
| 29 - 205 | "Unplugged"                  | Michael Spiller      | Steven Levitan                         | 20 oktober 2010   | 11 mars 2011     |
| Phil och Claire försökte minska familjens beroende av teknik och Mitchell och Cameron söker en förskoleplats åt Lily. Gloria tröttnar på grannens hund och Jay och Manny blir oroliga för henne. |                              |                      |                                        |                   |                  |
| 30 - 206 | "Halloween"                  | Michael Spiller      | Jeffrey Richman                        | 27 oktober 2010   | 18 mars 2011     |
| Gloria planerar inför Halloween och blir sur på Manny och Jay medan Cameron tänker på ett barndomsminne. Phil blir orolig över sitt äktenskap och Mitchell får problem på jobbet. |                              |                      |                                        |                   |                  |
| 31 - 207 | "Chirp"                      | Michael Spiller      | Dan O'Shannon                          | 3 november 2010   | 7 oktober 2011   |
| Claire och Haley blir sjuka och Jay får besök på jobbet av Gloria och Manny. Lily medverkar i en reklamfilm utan Mitchells medgivande. |                              |                      |                                        |                   |                  |
| 39 - 208 | "Dash, Flash, Crash"         | Michael Spiller      | Christopher Lloyd Danny Zucker         | 17 november 2010  | 14 oktober 2011  |
| Manny firar sin födelsedag på en restaurang men gästerna håller inte tiden av en eller annan anledning. |                              |                      |                                        |                   |                  |
| 33 - 209 | "Mother Tucker"              | Michael Spiller      | Paul Corrigan Brad Walsh               | 24 november 2010  | 21 oktober 2011  |
| Mitchell vill inte berätta för Cameron hur han egentligen känner för hennes mamma och Haleys förhållande med Dylan tar slut. Jay blir dålig i magen vilket leder till att Gloria får dåligt samvete. |                              |                      |                                        |                   |                  |
| 34 - 210 | "Dance Dance Revelation"     | Gail Mancuso         | Ilana Wernick                          | 8 december 2010   | 28 oktober 2011  |
| Luke och Mannys skola anordnar en skoldans och de måste hjälpa till. Jay och Phil besöker en galleria med sina pojkar. Gloria börjar hjälpa Claire med skoldanskommittén och Lily verkar inte vara så snäll som Mitchell och Cameron trott.                                                                               |                              |                      |                                        |                   |                  |
| 35 - 211 | "Slow Down Your Neighbors"   | Gail Mancuso         | Ilana Wernick                          | 5 januari 2011    | 4 november 2011  |
| Claire försöker sätta dit Phil för fortkörning utan att veta att det är han. Mitchell och Cameron träffar grannen. Jay lär Manny och Gloria att cykla. |                              |                      |                                        |                   |                  |
| 36 - 212 | "Our Children, Ourselves"    | Adam Shankman        | Dan O'Shannon Bill Wrubel              | 12 januari 2011   | 11 november 2011 |
| Mitchell minns hur det var för länge sen och Jay och Gloria äter en parmiddag. Claire och Phil är oroliga över sin intelligens. |                              |                      |                                        |                   |                  |
| 37 - 213 | "Caught in the Act"          | Michael Spiller      | Steven Levitan Jeffrey Richman         | 19 januari 2011   | 18 november 2011 |
| Claire och Phil får besök av barnen då de har sex och Claire får ett mejl som hon inte gillar. Mitchell och Cameron vill äta på en populär restaurang och går på lekträff med ägarens barn. |                              |                      |                                        |                   |                  |
| 38 - 214 | "Bixby's Back"               | Chris Koch           | Danny Zuker                            | 9 februari 2011   | 25 november 2011 |
| Det är Alla hjärtans dag och Claire och Phil checkar in på hotell och Jay vill att dagen blir bättre än förra året medan Cameron inte gillar att Mitchell har ett viktigt möte. |                              |                      |                                        |                   |                  |
| 39 - 215 | "Princess Party"             | Michael Spiller      | Elaine Ko                              | 16 februari 2011  | 2 december 2011  |
| Lily fyller två år och Cameron vill vara clown men det gillar inte Mitchell. Mitchells mamma kommer också över och tar med sig en objuden gäst. |                              |                      |                                        |                   |                  |
| 40 - 216 | "Regrets Only"               | Dean Parisot         | Abraham Higginbotham                   | 23 februari 2011  | 9 december 2011  |
| Claire och Phil bråkar men dagen efter har Phil glömt vad de bråkade om. Gloria och Jay har köpt en karaokemaskin och Cameron är värd för en välgörenhetsmiddag. |                              |                      |                                        |                   |                  |
| 41 - 217 | "Two Monkeys and a Panda"    | Beth McCarthy Miller | Carol Leifer                           | 2 mars 2012       | 24 februari 2012 |
| Cameron skriver en bok om Lillys ursprung. Haley och Alex bråkar och Claire försöker lösa det. Gloria vill få Jay köpa en gemensam grav till dem när de dör. |                              |                      |                                        |                   |                  |
| 42 - 218 | "Boys' Night"                | Chris Koch           | Steven Levitan Jeffrey Richman         | 23 mars 2011      | 2 mars 2012      |
| Jay går ut med Mitchells och Cameron för att slippa gå på konsert med Gloria och Manny. Luke har fått en ny vän, grannen Kleezak, något som Phil och Claire inte gillar. Haley är barnvakt åt Lily. |                              |                      |                                        |                   |                  |
| 43 - 219 | "The Musical Man"            | Michael Spiller      | Paul Corrigan Brad Walsh               | 13 april 2011     | 16 mars 2012     |
| Phil tapetserar familjens bil med en annons för att få fler kunder. Jay träffar sin bror som kommer med en nyhet. Cameron ska regissera skolans årliga musikal, något som eleverna inte vill. |                              |                      |                                        |                   |                  |
| 44 - 220 | "Someone to Watch Over Lily" | Michael Spiller      | Bill Wrubel                            | 20 april 2011     | 23 mars 2012     |
| Mitchell och Cameron bestämmer sig för att utse någon som tar hand om Lily om de inte kan. Claire bokar tid åt Luke hos en barnpsykolog. Haley och Alex gör något de inte får och upptäcks. |                              |                      |                                        |                   |                  |
| 45 - 221 | "Mother's Day"               | Michael Spiller      | Dan O'Shannon Ilana Wernick            | 4 maj 2011        | 6 april 2012     |
| På Mors dag går Claire och Gloria tillsammans med barnen på en vandringstur. Jay och Phil äter middag med sina fruar, Mitchell ger Cameron frukost i sängen på morgonen vilket inte Cameron uppskattar. |                              |                      |                                        |                   |                  |
| 46 - 222 | "Good Cop Bad Dog"           | Fred Savage          | Jeffrey Richman Abraham Higginbotham   | 11 maj 2011       | 13 april 2012    |
| Phil och Claire byter platser för en dag. Cameron får influensa samma dag som han ska gå med Mitchell på en Lady Gaga-konsert. Gloria vill att Jay hjälper en ung entreprenör som hon träffat i mataffären. |                              |                      |                                        |                   |                  |
| 47 - 223 | "See You Next Fall"          | Steven Levitan       | Danny Zuker                            | 18 maj 2011       | 20 april 2012    |
| Det är skolavslutning för Alex men alla får problem att hinna dit i tid. Jay försöker dölja ett misslyckat skönhetsingrepp, Cameron gillar inte att Mitchell återkommande skrattar över hans misstag. Phil är stressad över att Claire inte fått sitt dagliga sammanbrott och den elektroniska garagedörren går i baklås. |                              |                      |                                        |                   |                  |
| 48 - 224 | "The One That Got Away"      | Jim Bagdonas         | Paul Corrigan Brad Walsh Dan O'Shannon | 25 maj 2011       | 27 april 2012    |
| Jay fyller år och han vill fiska men hans familj har andra planer. Cameron försöker hämta födelsedagstårtan men får inte komma in i bageriet och Claire och Mitchell fastnar i ett träd och Cameron blir utslängd från bageriet när han ska hämta tårtan.                                                                 |                              |                      |                                        |                   |                  |

### Säsong 3 (2011-2012)
| Nr | Titel                     | Regissör        | Författare                                 | Sändes i USA      | Sändes i Sverige |
| --- | ------------------------- | --------------- | ------------------------------------------ | ----------------- | ---------------- |
| 49 - 301 | "Dude Ranch"              | Jason Winer     | Paul Corrigan Brad Walsh Dan O'Shannon     | 21 september 2011 | 18 maj 2012      |
| Familjen Pritchett och Dunphy bor en vecka på en ranch där Mitchell och Cameron försöker ta bra bilder som de vill visa för adoptionsbyrån. |                           |                 |                                            |                   |                  |
| 50 - 302 | "When Good Kids Go Bad"   | Michael Spiller | Jeffrey Richman                            | 21 september 2011 | 25 maj 2012      |
| Mitchell och Cameron vill adoptera ett barn till men det vill inte Lily. Gloria blir arg på rektorn på Mannys skola då han anklagar Manny för ha stulit ett halsband från en klasskamrat.                                                                       |                           |                 |                                            |                   |                  |
| 51 - 303 | "Phil on Wire"            | Jason Winer     | Danny Zuker Bianca Douglas Danny Zuker     | 28 september 2011 | 1 juni 2012      |
| Cameron och Mitchell börjar banta. Phil börjar gå på lina efter att ha sett det på TV. Jay har blivit förälskad i familjens nya hund, Stella, vilket irriterar Gloria.                                                                                          |                           |                 |                                            |                   |                  |
| 52 - 304 | "Door to Door"            | Chris Koch      | Bill Wrubel                                | 5 oktober 2011    | 5 oktober 2012   |
| Claire sätter upp en stoppskylt i bostadsområdet vid en farlig korsning. Phil och Luke försöker producera ett videoklipp för att publicera det på nätet. Cameron har stökat till i huset och Mitchell vägrar städa upp.                                         |                           |                 |                                            |                   |                  |
| 53 - 305 | "Hit and Run"             | Jason Winer     | Elaine Ko                                  | 12 oktober 2011   | 12 oktober 2012  |
| Claire kandiderar till fullmäktigevalet. Jay får problem med en kund och Manny med ett skolarbete och vägrar ta hjälp av Gloria. Mitchell och Cameron råkar ut för en bilolycka vilket leder till ett bråk som aldrig verkar ta slut.                           |                           |                 |                                            |                   |                  |
| 54 - 306 | "Go Bullfrogs!"           | Scott Ellis     | Abraham Higginbotham                       | 19 oktober 2011   | 19 oktober 2012  |
| Phil och Haley besöker colleget de gick på. Claire tvingar Mitchell och Cameron att få följa med på en fest de ska gå på. Gloria försöker prata om blommor och bin med Manny.                                                                                   |                           |                 |                                            |                   |                  |
| 55 - 307 | "Treehouse"               | Jason Winer     | Steven Levitan                             | 2 november 2011   | 26 oktober 2012  |
| Gloria vill ut och dansa med Jay, Phil bygger en trädkoja till Luke och Cameron försöker få tag i en snygg tjejs telefonnummer efter att ha ingått ett korkat vad.                                                                                              |                           |                 |                                            |                   |                  |
| 56 - 308 | "After the Fire"          | Fred Savage     | Danny Zuker                                | 16 november 2011  | 2 november 2012  |
| Claire tvingar sin familj och hela kvarteret att hjälpa till då ett hus börjar brinna i området. Jay får ont i ryggen och Phil bestämmer sig för att hjälpa honom. Claire får också reda på att Mitchell och Gloria börjat umgås privat vilket hon inte gillar. |                           |                 |                                            |                   |                  |
| 57 - 309 | "Punkin Chunkin"          | Michael Spiller | Ben Karlin                                 | 23 november 2011  | 9 november 2012  |
| Phil träffar på sin barndomsidol Kenneth, som tackar honom för vad han gjort för honom. Luke försöker få reda på varför Phil inte också blev rik. |                           |                 |                                            |                   |                  |
| 58 - 310 | "Express Christmas"       | Michael Spiller | Cindy Chupack                              | 7 december 2011   | 16 november 2012 |
| Phil bestämmer sig för att fira julen två veckor för tidigt för att hela familjen ska samlas, men Phil får inte tiden inför julen riktigt att räcka till. |                           |                 |                                            |                   |                  |
| 59 - 311 | "Lifetime Supply"         | Chris Koch      | Jeffrey Richman Bill Wrubel                | 4 januari 2012    | 23 november 2012 |
| Phil väntar på ett viktigt läkarsamtal och Mitchell får ett pris för miljöarbete vilket gör att Cameron visar upp alla hans priser. Jay, Manny och hans pappa åker på en utflykt tillsammans.                                                                   |                           |                 |                                            |                   |                  |
| 60 - 312 | "Egg Drop"                | Jason Winer     | Paul Corrigan Brad Walsh                   | 11 januari 2012   | 30 november 2012 |
| Claire och Jay tävlar i att göra bästa skolprojektet till Luke och Manny. Cameron och Mitchell besöker en surrogatmamma och Phil tar hjälp av Haley och Gloria inför ett seminarium.                                                                            |                           |                 |                                            |                   |                  |
| 61 - 313 | "Little Bo Bleep"         | Chris Koch      | Cindy Chupack                              | 18 januari 2012   | 7 december 2012  |
| Claire ska medverka i en TV-debatt då en tidningsartikel om henne publiceras. Lily börjar svära och Cameron och Mitchell vill få henne att sluta då hon snart ska vara en blomsterflicka.                                                                       |                           |                 |                                            |                   |                  |
| 62 - 314 | "Me? Jealous?"            | Michael Spiller | Ben Karlin                                 | 8 februari 2012   | 1 februari 2013  |
| Phil försöker imponera på en kund. Jay och Gloria låter Mitchell och Cameron sova över medan deras hus saneras. |                           |                 |                                            |                   |                  |
| 63 - 315 | "Aunt Mommy"              | Michael Spiller | Abraham Higginbotham Dan O'Shannon         | 15 februari 2012  | 8 februari 2013  |
| Mitch säljer ett hus till Mitchells och Camerons vänner och går ut på middag med Claire. |                           |                 |                                            |                   |                  |
| 64 - 316 | "Virgin Territory"        | Jason Winer     | Elaine Ko                                  | 22 februari 2012  | 15 februari 2013 |
| Luke blir avundsjuk på Lily och Manny hjälper honom att få Lily att bli hatad. Gloria får reda på en av Claires hemligheter och Mitchell förstör för Jay då han spelar golf.                                                                                    |                           |                 |                                            |                   |                  |
| 65 - 317 | "Leap Day"                | Gail Mancuso    | Danny Zuker                                | 29 februari 2012  | 22 februari 2013 |
| Familjen Dunphy deltar i en trapetskurs för att fira skottdagen. Mitchell förbereder Camerons födelsedagsfest men har ingen lokal. |                           |                 |                                            |                   |                  |
| 66 - 318 | "Send Out the Clowns"     | Steven Levitan  | Steven Levitan Jeffrey Richman Bill Wrubel | 14 mars 2012      | 1 mars 2013      |
| Cameron börjar jobba som clown igen vilket inte Mitchell uppskattar. Phil blir av med en stor affär till en konkurrent och bestämmer sig för att hämnas. |                           |                 |                                            |                   |                  |
| 67 - 319 | "Election Day"            | Bryan Cranston  | Ben Karlin                                 | 11 april 2012     | 8 mars 2013      |
| Det är valdagen och Claire försöker få familjen att hjälpa henne utan att lyckas. Claire själv får också problem. |                           |                 |                                            |                   |                  |
| 68 - 320 | "The Last Walt"           | Michael Spiller | Dan O'Shannon Paul Corrigan Brad Walsh     | 18 april 2012     | 15 mars 2013     |
| Claire blir orolig då Luke inte bryr sig om att grannen dött. Haley sprider ett rykte att hon ska ha fest hos Jay. Camerons pappa hälsar på igen. |                           |                 |                                            |                   |                  |
| 69 - 321 | "Planes, Trains and Cars" | Michael Spiller | Paul Corrigan Brad Walsh                   | 2 maj 2012        | 22 mars 2013     |
| Phil köper en ny bil utan fråga Claire. Lily tappar sitt gosedjur och blir ledsen. Gloria och Manny följer med Jay på hans klassåterträff. |                           |                 |                                            |                   |                  |
| 70 - 322 | "Disneyland"              | James Bagdonas  | Cindy Chupack                              | 9 maj 2012        | 29 mars 2013     |
| Familjerna åker till Disneyland. Phil tycker att Luke åker för mycket berg och dalbana. Claire träffar på Dylan. Mitchell och Cameron försöker se till att Lily inte smiter.                                                                                    |                           |                 |                                            |                   |                  |
| 71 - 323 | "Tableau Vivant"          | Gail Mancuso    | Elaine Ko Jeffrey Richman Bill Wrubel      | 16 maj 2012       | 5 april 2013     |
| Mitchell får inte längre hjälpa Phil med jobbet. Claire blir inte glad över hur Cameron behandlar Lily. Luke får en utmärkelse vilket gör Manny upprörd. |                           |                 |                                            |                   |                  |
| 72 - 324 | "Baby on Board"           | Steven Levitan  | Abraham Higginbotham                       | 23 maj 2012       | 12 april 2013    |
| Mitchell och Cameron åker med Gloria till Mexiko för att hämta sitt nya adoptivbarn. Claire och Phil är glada över att Haley fått ett jobb. |                           |                 |                                            |                   |                  |

### Säsong 4 (2012-2013)
| Nr | Titel                   | Regissör             | Författare                                        | Sändes i USA      | Sändes i Sverige  |
| --- | ----------------------- | -------------------- | ------------------------------------------------- | ----------------- | ----------------- |
| 73 - 401 | "Bringing Up Baby"      | Steven Levitan       | Paul Corrigan Brad Walsh                          | 26 september 2012 | 19 april 2013     |
| Jay fyller år men vill inte fira, något som Phil inte förstår. Gloria tror hon är gravid. Mitchell och Cameron försöker komma över försöket att adoptera.                                                                                     |                         |                      |                                                   |                   |                   |
| 74 - 402 | "Schooled"              | Jeff Melman          | Steven Levitan Dan O'Shannon                      | 10 oktober 2012   | 19 april 2013     |
| Haley börjar på college och Lily börjar på lekskolan. Manny får Jay och Gloria att gå på en föräldrakurs. |                         |                      |                                                   |                   |                   |
| 75 - 403 | "Snip"                  | Gail Mancuso         | Danny Zuker                                       | 10 oktober 2012   | 26 april 2013     |
| Phil ska sterilisera sig men flyr från kliniken. Jay och Gloria funderar om de ska ta reda på barnets kön. Cameron blir sysslolös på dagarna.                                                                                                 |                         |                      |                                                   |                   |                   |
| 76 - 404 | "The Butler's Escape"   | Beth McCarthy-Miller | Bill Wrubel                                       | 17 oktober 2012   | 26 april 2013     |
| Luke tröttnar på trolleri, något som Phil inte vill acceptera. Cameron börjar jobba som musiklärare och Mitchell får ta hand om hushållet. Jay försöker stoppa Glorias snarkande.                                                             |                         |                      |                                                   |                   |                   |
| 77 - 405 | "Open House of Horrors" | Jim Bagdonas         | Elaine Ko                                         | 24 oktober 2012   | 10 maj 2013       |
| Claire bestämmer sig för att inte fira Halloween. Cameron och Mitchell berättar för Lily att hon är adopterad och Gloria får problem med sina hormoner.                                                                                       |                         |                      |                                                   |                   |                   |
| 78 - 406 | "Yard Sale"             | Gail Mancuso         | Abraham Higginbotham                              | 31 oktober 2012   | 10 maj 2013       |
| Manny och Luke har en välgörenhetsloppmarknad. Alex har en homosexuell pojkvän och Claire vill att Mitchell och Cameron berättar det för henne.                                                                                               |                         |                      |                                                   |                   |                   |
| 79 - 407 | "Arrested"              | Gail Mancuso         | Becky Mann Audra Sielaff                          | 17 november 2012  | 17 maj 2013       |
| Claire, Phil och Mitchell besöker Haley då hon blivit full på colleget. Cameron får ta hand om barnen under tiden och Jay vill inte att hennes ex får reda på att Gloria är gravid.                                                           |                         |                      |                                                   |                   |                   |
| 80 - 408 | "Mistery Date"          | Beth McCarthy-Miller | Jeffrey Richman                                   | 14 november 2012  | 17 maj 2013       |
| Claire åker iväg med barnen och Phil bjuder hem kompisen Dave. Cameron vill överraska Jay och Gloria men Mitchell vill inte att han gör det.                                                                                                  |                         |                      |                                                   |                   |                   |
| 81 - 409 | "When a Tree Falls"     | Steven Levitan       | Ben Karlin                                        | 28 november 2012  | 24 maj 2013       |
| Mitchell hjälper Cameron rädda ett träd i parken. Phil och Jay följer med Manny och Luke på ett sportkalas. |                         |                      |                                                   |                   |                   |
| 82 - 410 | "Diamond in the Rough"  | Gail Mancuso         | Dan O'Shannon Becky Mann Audra Sielaff            | 12 december 2012  | 24 maj 2013       |
| Lukes och Mannys basebollag har fått ett baseballfält och Claire och Cameron planerar köpa ett renoveringsobjekt. Gloria börjar sjunga för bebisen vilket irriterar Jay.                                                                      |                         |                      |                                                   |                   |                   |
| 83 - 411 | "New Year's Eve"        | Fred Goss            | Abraham Higginbotham Jeffrey Richman              | 9 januari 2013    | 31 maj 2013       |
| Jay bokar en nyårsresa för familjen. Semestern blir dock inte som de tänkt och Haley och Alex får passa småbarnen. |                         |                      |                                                   |                   |                   |
| 84 - 412 | "Party Crasher"         | Fred Savage          | Danny Zuker Christopher Lloyd                     | 16 januari 2013   | 27 september 2013 |
| Manny fyller år och föräldrarna anordnar en överraskningsfest. Haley börjar dejta en äldre kille vilket inte hennes föräldrar gillar och Cameron upptäcker att Lily är mer förtjust i Mitchell.                                               |                         |                      |                                                   |                   |                   |
| 85 - 413 | "Fulgencio"             | Lev L. Spiro         | Bill Wrubel                                       | 23 januari 2013   | 4 oktober 2013    |
| Det är dop och Glorias mor och syster kommer på besök och de blir osams över namnet. Phil misslyckas att hjälpa sina barn med deras problem.                                                                                                  |                         |                      |                                                   |                   |                   |
| 86 - 414 | "A Slight at the Opera" | Jim Bagdonas         | Paul Corrigan Brad Walsh                          | 6 februari 2013   | 11 oktober 2013   |
| Cameron sätter upp en skolproduktion. Gloria och Alex besöker ett medium och Claire är barnvakt till Joe och Lily. |                         |                      |                                                   |                   |                   |
| 87 - 415 | "Heart Broken"          | Beth McCarthy-Miller | Danny Zuker                                       | 13 februari 2013  | 18 oktober 2013   |
| Det är alla hjärtans dag och Claire och Phil är på sjukhuset. Gloria irriterar sig på barnen och Jay försöker ha en romantisk kväll. Cameron och Mitchell har haft en fest kvällen innan och vaknar upp med minnesluckor och en ny hyresgäst. |                         |                      |                                                   |                   |                   |
| 88 - 416 | "Bad Hair Day"          | Gail Mancuso         | Elaine Ko                                         | 20 februari 2013  | 25 oktober 2013   |
| Claire har sin skolåterförening och hon träffar sin gamla pojkvän. Jay ska gå och bowla men Manny stoppar planerna. |                         |                      |                                                   |                   |                   |
| 89 - 417 | "Best Men"              | Steven Levitan       | Dan O'Shannon Abraham Higginbotham Bianca Douglas | 27 februari 2013  | 1 november 2013   |
| Mitchells och Camerons bästa vän Sal tänker gifta sig och de funderar över om de är en bra idé. Manny är kär och då Gloria och Jay försöker få reda på i vem blir de förvånade. Claire och Haley har en mor- och dotterdag.                   |                         |                      |                                                   |                   |                   |
| 90 - 418 | "The Wow Factor"        | Steven Levitan       | Ben Karlin                                        | 27 februari 2013  | 8 november 2013   |
| Claire och Cameron ska renovera men kan inte bestämma över hur det ska se ut och tar hjälp för att enas. Phil lär barnen hur ett hushåll fungerar. Jay får umgås med Joe under en dag och Lily blir mobbad och Mitchell försöker stoppa det.  |                         |                      |                                                   |                   |                   |
| 91 - 419 | "The Future Dunphys"    | Ryan Case            | Elaine Ko                                         | 3 april 2013      | 15 november 2013  |
| Claire ska på ett läkarbesök och Phil följer med. Jay och Manny besöker en privatskola och Gloria får veta en hemlighet av Lily. |                         |                      |                                                   |                   |                   |
| 92 - 420 | "Flip Flop"             | Gail Mancuso         | Jeffrey Richman Bill Wrubel                       | 10 april 2013     | 22 november 2013  |
| Phil försöker sälja huset som Claire och Cameron renoverar. Mannys pappa, Javier, kommer över och har en ny flickvän vilket gör Gloria arg.                                                                                                   |                         |                      |                                                   |                   |                   |
| 93 - 421 | "Career Day"            | Jim Hensz            | Paul Corrigan Brad Walsh                          | 1 maj 2013        | 29 november 2013  |
| Phil besöker skolan för vara med på Lukes och Mannys karriärdag och träffar där sin gamla fiende Gil. Gloria vill få Jay börja skriva på sin bok. Cameron och Mitchell tar på sig uppgiften som tandfe när Lily tappar sin första tand.       |                         |                      |                                                   |                   |                   |
| 94 - 422 | "My Hero"               | Gail Mancuso         | Abraham Higginbotham                              | 8 maj 2013        | 7 mars 2014       |
| Mitchells före detta pojkvän Teddy bjuder in hans familj till ett välgörenhetsevent på en skridskobana. Cameron blir svartsjuk på Teddy och Phil lär Gloria att åka skridskor. Haley skaffar en dejt till Alex.                               |                         |                      |                                                   |                   |                   |
| 95 - 423 | "Games People Play"     | Alisa Statman        | Ben Karlin Danny Zuker                            | 15 maj 2013       | 7 mars 2014       |
| Phil köper en husbil och bjuder familjen på en resa. Claire vill inte och försöker förklara det för Phil. Mitchell och Cameron försöker hjälpa Lily på sin gymnastik.                                                                         |                         |                      |                                                   |                   |                   |
| 96 - 424 | "Goodnight Gracie"      | Steven Levitan       | Steven Levitan Jeffrey Richman                    | 22 maj 2013       | 14 mars 2014      |
| Phils mamma har avlidit och de åker till Florida för begravningen. Phil får hjälp av Claire att uppfylla hennes sista önskan. Mitchell försvarar Gloria i rätten. Cameron skaffar nya vänner och Jay träffar en gamla kompis.                 |                         |                      |                                                   |                   |                   |

### Säsong 5 (2013-2014)
| Nr | Titel                     | Regissör             | Författare                                          | Sändes i USA      | Sändes i Sverige  |
| --- | ------------------------- | -------------------- | --------------------------------------------------- | ----------------- | ----------------- |
| 97 - 501 | "Suddenly, Last Summer"   | James Bagdonas       | Jeffrey Richman                                     | 25 september 2013 | 14 mars 2014      |
| Cameron och Mitchell är pressade att gifta sig nu då det är lagligt i Kalifornien. Manny åker till Colombia själv för första gången och Gloria är orolig. Det har gått några dagar på sommarlovet och Claire har blivit trött på barnen.       |                           |                      |                                                     |                   |                   |
| 98 - 502 | "First Days"              | Steven Levitan       | Paul Corrigan Brad Walsh                            | 25 september 2013 | 21 mars 2014      |
| Det har blivit höst och Claire börjar jobba på Jays firma. Luke och Manny börjar på middle school. Gloria och Phil blir statister i en reklamfilm. Mitchell kommer inte överens med sin chef.                                                  |                           |                      |                                                     |                   |                   |
| 99 - 503 | "Larry's Wife"            | Jeffrey Walker       | Bill Wrubel                                         | 2 oktober 2013    | 21 mars 2014      |
| Gloria är övertygad om att Joe har en förbannelse. Cameron planerar bröllopet. Phil inriktar sig på nyskilda kvinnor vilket skadar hans relation med sin egen familj.                                                                          |                           |                      |                                                     |                   |                   |
| 100 - 504 | "Farm Strong"             | Alisa Statman        | Elaine Ko                                           | 9 oktober 2013    | 28 mars 2014      |
| Pam kommer på besök med nyheter till Cameron. Gloria måste ha glasögon men vill inte köpa några så Jay måste övertala henne. Claire får Phil att strunta i att gå på Lukes match.                                                              |                           |                      |                                                     |                   |                   |
| 101 - 505 | "The Late Show"           | Beth McCarthy-Miller | Abraham Higginbotham                                | 16 oktober 2013   | 28 mars 2014      |
| Jay har fixat ett bord på stadens bästa restaurang men ingen kommer i tid. Gloria har problem att göra sig fin, Claire och Phil bråkar och Mitchell och Cameron får problem med kläderna.                                                      |                           |                      |                                                     |                   |                   |
| 102 - 506 | "The Help"                | Jim Hensz            | Danny Zuker                                         | 23 oktober 2013   | 4 april 2014      |
| Gloria anställer en ny nanny till Joe. Jay och Phil försöker få Frank att bli på bättre humör. Mitchell och Cameron tar hjälp av Pepper inför sitt bröllop men det visar sig vara en dålig idé.                                                |                           |                      |                                                     |                   |                   |
| 103 - 507 | "A Fair to Remember"      | Beth McCarthy-Miller | Emily Spivey                                        | 13 november 2013  | 4 april 2014      |
| Det är dags för skolans årliga basar. Phil förbereder sin och Claires tjugonde bröllopsdag men Claire tänker göra annat då. Jay blir utsedd till ordningsvakt efter att Gloria anmält honom.                                                   |                           |                      |                                                     |                   |                   |
| 104 - 508 | "ClosetCon '13"           | Fred Savage          | Ben Karlin                                          | 20 november 2013  | 11 april 2014     |
| Jay åker på en konferens där han träffar gamla kollegor. Cameron åker med Mitchell och Lily till gården där han växte upp. Phil tar sönder en av Jays modeller av Apollo 13. Alex och Halley hamnar i bråk med pizzabudet.                     |                           |                      |                                                     |                   |                   |
| 105 - 509 | "The Big Game"            | Beth McCarthy-Miller | Megan Ganz                                          | 4 december 2013   | 11 april 2014     |
| Cameron är orolig att laget inte kommer vinna säsongens sista match. Claire försöker få sina kollegor att inte se henne som chefens dotter. Mitchell försöker säga upp sig.                                                                    |                           |                      |                                                     |                   |                   |
| 106 - 510 | "The Old Man & the Tree"  | Bryan Cranston       | Paul Corrigan Brad Walsh                            | 11 december 2013  | 25 april 2014     |
| Jay och Manny hugger en julgran i skogen. Gloria får besök av sin mamma. Cameron och Lily besöker en välgörenhetstillställning för hemlösa där de får reda på vad meningen med julen egentligen är.                                            |                           |                      |                                                     |                   |                   |
| 107 - 511 | "And One to Grow On"      | Gail Mancuso         | Jeffrey Richman                                     | 8 januari 2014    | 25 april 2014     |
| Phil får Luke att börja ta danslektioner. Jay och Gloria tror att Manny inte är intresserad av flickor. Mitchell och Cameron letar efter en lokal till bröllopet.                                                                              |                           |                      |                                                     |                   |                   |
| 108 - 512 | "Under Pressure"          | James Bagdonas       | Elaine Ko                                           | 15 januari 2014   | 26 september 2014 |
| Claire är stressad inför öppna huset. Gloria hamnar i bråk med en elak elevs mamma. Mitchell börjar bråka med sin granne och Alex börjar besöka en terapeut.                                                                                   |                           |                      |                                                     |                   |                   |
| 109 - 513 | "Three Dinners"           | Steven Levitan       | Abraham Higginbotham Steven Levitan Jeffrey Richman | 22 januari 2014   | 3 oktober 2014    |
| Phil och Claire börjar prata med Haley om hennes framtid. Jay för besök av sin vän Shorty med fru som kommer med nyheter som han hatar. Mitchell och Cameron försöker ha en dejt utan att prata om Lily eller bröllop men det går inte så bra. |                           |                      |                                                     |                   |                   |
| 110 - 514 | "iSpy"                    | Gail Mancuso         | Abraham Higginbotham                                | 5 februari 2014   | 10 oktober 2014   |
| Claire vill att Alex tar reda på sanningen om Haleys fotoutställning. Mitchell lovar en vän att inte avslöja en hemlighet men gör det ändå för Cameron. Jay och Gloria bråkar med varandra, men båda av olika anledningar.                     |                           |                      |                                                     |                   |                   |
| 111 - 515 | "The Feud"                | Ryan Case            | Christopher Lloyd Dan O'Shannon                     | 26 februari 2014  | 17 oktober 2014   |
| Phil får problem med sin gamla vän Gil Thorpe och Jay får problem med hans far. Luke hamnar i bråk med Gils son i en wrestlingmatch. Lilys skola får löss och i källaren hittar Hayley och Alex en gäst.                                       |                           |                      |                                                     |                   |                   |
| 112 - 516 | "Spring-a-Ding-Fling"     | Gail Mancuso         | Ben Karlin                                          | 5 mars 2014       | 24 oktober 2014   |
| Phil ska vara värd för tredje året i rad på Relators årliga bankett. Haley blir hans dejt då Claire inte kan. Mitchell börjar jobba på sin väns rättshjälpsbyrå men får problem med chefen.                                                    |                           |                      |                                                     |                   |                   |
| 113 - 517 | "Other People's Children" | Jim Hensz            | Megan Ganz                                          | 12 mars 2014      | 31 oktober 2014   |
| Claire och Gloria letar efter en brudnäbbsklänning till Lily. Luke och Alex följer med Mitchell och Cameron till en konstutställning. Joes barnflicka tar hjälp av Phil för att göra en kärleksvideo till sin flickvän.                        |                           |                      |                                                     |                   |                   |
| 114 - 518 | "Las Vegas"               | Gail Mancuso         | Paul Corrigan Brad Walsh Bill Wrubel                | 26 mars 2014      | 7 november 2014   |
| Jay åker med sina vuxna familjemedlemmar på en hotellvistelse i Las Vegas där han försöker få en uppgraderat hotellrum medan de andra roar sig.                                                                                                |                           |                      |                                                     |                   |                   |
| 115 - 519 | "A Hard Jay's Night"      | Beth McCarthy-Miller | Megan Ganz Ben Karlin                               | 2 april 2014      | 14 november 2014  |
| Mitchell och Cameron bråkar om tårtdekorationen som Camerons pappa gjort. Gloria börjar inse vad hon saknat tidigare i livet. Jay ger inte Claire den uppskattningen hon vill ha efter en jobbig vecka.                                        |                           |                      |                                                     |                   |                   |
| 116 - 520 | "Australia"               | Steven Levitan       | Elaine Ko Danny Zuker                               | 23 april 2014     | 21 november 2014  |
| Familjen åker till Australien för att Phil ska få sin mammas önskan uppfylld men besöket blir inte som det var tänkt. |                           |                      |                                                     |                   |                   |
| 117 - 521 | "Sleeper"                 | Ryan Case            | Paul Corrigan Brad Walsh Bill Wrubel                | 30 april 2014     | 28 november 2014  |
| Phil skulle vara hemma för att ta emot hantverkarna men glömmer bort det. Gloria ska ta årets familjeporträtt och Jay bestämmer att Stella ska delta i en hundshow.                                                                            |                           |                      |                                                     |                   |                   |
| 118 - 522 | "Message Received"        | Jeffrey Walker       | Steven Levitan                                      | 7 maj 2014        | 28 november 2014  |
| Jay, Gloria och Manny bestämmer sig för att alla ska prova på något nytt. Mitchell och Cameron har problem med budgeten till bröllopet och måste sälja sina ägodelar. Phil och Claire busar med barnen.                                        |                           |                      |                                                     |                   |                   |
| 119 - 523 | "The Wedding (Part 1)"    | Steven Levitan       | Abraham Higginbotham Ben Karli Jeffrey Richman      | 14 maj 2014       | 5 december 2014   |
| Mitchell och Cameron gifter sig men det blir problem vilket gör att Pepper får problem. |                           |                      |                                                     |                   |                   |
| 120 - 524 | "The Wedding (Part 2)"    | Alisa Statman        | Megan Ganz Christopher Lloyd Dan O'Shannon          | 21 maj 2014       | 5 december 2014   |
| Gästerna börjar tröttna på bröllopet men snart blir festen en dag som ingen glömmer. |                           |                      |                                                     |                   |                   |

### Säsong 6 (2014-2015)
| Nr | Titel                               | Regissör             | Författare                                    | Sändes i USA      | Sändes i Sverige |
| --- | ----------------------------------- | -------------------- | --------------------------------------------- | ----------------- | ---------------- |
| 121 - 601 | "The Long Honeymoon"                | Beth McCarthy-Miller | Danny Zuker                                   | 24 september 2014 | 13 april 2015    |
| Cameron har svårt att komma över smekmånaden. Hela familjen Dunphy har haft ett underbart sommarlov utom Alex som hatar lägret hon var på. Gloria slutar göra sig fin gör att pigga upp Jay. |                                     |                      |                                               |                   |                  |
| 122 - 602 | "Do Not Push"                       | Gail Mancuso         | Megan Ganz                                    | 1 oktober 2014    | 13 april 2015    |
| Jay och Gloria ska fira bröllopsdagen och båda har svårt att bestämma vad de ska ge bort. Alex gör ett studiebesök på det lokala universitet men hon gillar inte det för det ligger för nära hem tills hon träffar en kille.                                                                          |                                     |                      |                                               |                   |                  |
| 123 - 603 | "The Cold"                          | Jim Hensz            | Rick Wiener Kenny Schwartz                    | 8 oktober 2014    | 14 april 2015    |
| Familjerna är förkylda och då Phil redigerar bröllopsvideon ser han att han nös på tårtan och försöker klippa bort nysningen. Jay och Gloria får reda på att Manny inte är så bra på amerikansk fotboll som de trodde. Mitchell blir avundsjuk på Lillys nya vän Sydney.                              |                                     |                      |                                               |                   |                  |
| 124 - 604 | "Marco Polo"                        | Fred Savage          | Elaine Ko                                     | 15 oktober 2014   | 14 april 2015    |
| Familjen Dunphys flyttar in på ett motell då deras hus renoveras, Claire tröttnar på rummet och tar in på ett eget rum vilket upprör resten. Gloria får reda på att Manny dejtar en mycket äldre tjej.                                                                                                |                                     |                      |                                               |                   |                  |
| 125 - 605 | "Won't You Be Our Neighbor"         | Gail Mancuso         | Paul Corrigan Brad Walsh                      | 22 oktober 2014   | 16 april 2015    |
| Phil och Claire ska få nya grannar och tror de fått det perfekta paret tills en annan familj bjuder över dem. Jay får reda på att Manny dejtar en sondotter till en av hans konkurrenter. |                                     |                      |                                               |                   |                  |
| 126 - 606 | "Halloween 3: AwesomeLand"          | Gail Mancuso         | Paul Corrigan Brad Walsh Abraham Higginbotham | 29 oktober 2014   | 16 april 2015    |
| Claire ska ta hand om familjens halloween-firande men då grannen retar upp henne tar Phil hand om projektet istället. Gloria vill att Jay klär ut sig till Shrek på halloween-festen fast han vägrar.                                                                                                 |                                     |                      |                                               |                   |                  |
| 127 - 607 | "Queer Eyes, Full Hearts"           | Jason Winer          | Stephen Lloyd                                 | 12 november 2014  | 20 april 2015    |
| Haley letar jobb och ska gå på en jobbintervju med en modeskapare som har ett hett temperament. Gloria har bestämt att Manny ska börja lära sig spanska men han vill inte så Jay börjar lära sig det istället.                                                                                        |                                     |                      |                                               |                   |                  |
| 128 - 608 | "Three Turkeys"                     | Beth McCarthy-Miller | Jeffrey Richman                               | 19 november 2014  | 20 april 2015    |
| Phil har lovat göra Thanksgiving-middagen men Claire tror han kommer att misslyckas så hon gör en egen buffé. Jay och Gloria ska på semester men den ställs in så de tänker fira Thanksgiving ensamma i villan. Cameron och Mitchell vill att Lilly ska ha på sig en klänning som inte hon vill bära. |                                     |                      |                                               |                   |                  |
| 129 - 609 | "Strangers in the Night"            | Fred Savage          | Chuck Tatham                                  | 3 december 2014   | 21 april 2015    |
| Alex har fått en pojkvän men Claire och Phil tror inte att han finns till en början. Jay och Gloria har tänkt ur varsin plan för att slippa följa med på varandras aktiviteter men Manny förstör planen. Mitchell och Cameron har köpt en vit soffa som de inte vill ska bli nedsmutsad.              |                                     |                      |                                               |                   |                  |
| 130 - 610 | "Haley's 21st Birthday"             | Alisa Statman        | Abraham Higginbotham                          | 10 december 2014  | 21 april 2015    |
| Haley fyller 21 år och går med sina äldre kvinnliga släktingar till en bar. Alex, Manny och Luke är barnvakt till Lilly som vill få reda på hur barn blir till. |                                     |                      |                                               |                   |                  |
| 131 - 611 | "The Day We Almost Died"            | James Bagdonas       | Danny Zuker                                   | 7 januari 2015    | 23 april 2015    |
| Phil krockar nästan med en lastbil. Manny blir sedan rädd för bilar. Alex och Haley kommer varandra närmare. Luke går igenom sin bucket-lista. Phil tänker göra mera äventyrliga saker. |                                     |                      |                                               |                   |                  |
| 132 - 612 | "The Big Guns"                      | Jeffrey Walker       | Vali Chandrasekaran                           | 14 januari 2015   | 23 april 2015    |
| Claire vill att grannarna tar bort sin båt från garageuppfarten men då de inte vill ringer Phil sin pappa som kommer med en grupp husbilar. Jay försöker potträna Jay. Cameron får Lilly att börjar träna på att bli clown.                                                                           |                                     |                      |                                               |                   |                  |
| 133 - 613 | "Rash Decisions"                    | Jim Hensz            | Anthony Lombardo Clint McCray Daisy Gardner   | 4 februari 2015   | 27 april 2015    |
| Phil börjar träna Andy hur man blir en bra försäljare. Gloria tror att Joe är allergisk mot Stella som ger bort hunden. Mitchell börjar hjälp Jay med sitt företag. Alex går på en collegeintervju med en från Princeton.                                                                             |                                     |                      |                                               |                   |                  |
| 134 - 614 | "Valentine's Day 4: Twisted Sister" | Fred Savage          | Jeffrey Richman                               | 11 februari 2015  | 27 april 2015    |
| Phil och Claire gör ett rollspel på Alla hjärtans dag som romantiska Juliana and Clive Bixby. Gloria har besök av sin syster som börjar flörta med Jay efter att han ger henne ett smycke. Mitchell och Cameron får reda på att deras vän Anders har skilt sig då de skulle ge bort sin bröllopsgåva. |                                     |                      |                                               |                   |                  |
| 135 - 615 | "Fight or Flight"                   | Steven Levitan       | Abraham Higginbotham                          | 18 februari 2015  | 28 april 2015    |
| Phil och Claire är på väg hem med ett flygplan och får en helg med Phils kompisar. Jay lär Manny slåss efter att en kille mobbat honom. Mitchell och Cameron och deras vänner har en babyshower för sin vän.                                                                                          |                                     |                      |                                               |                   |                  |
| 136 - 616 | "Connection Lost"                   | Steven Levitan       | Steven Levitan Megan Ganz                     | 25 februari 2015  | 28 april 2015    |
| Claire ska iväg och flyga då hon kontaktar sin familj på datorn och får reda på att Haley åkt till Las Vegas och gift sig. Hon gratulerar också sin bror som fyller år. |                                     |                      |                                               |                   |                  |
| 137 - 617 | "Closet? You'll Love It!"           | Ryan Case            | Elaine Ko                                     | 4 mars 2015       | 30 april 2015    |
| Jay ska göra en ny reklamfilm för sin firma och han upptäcker då att han är äldre än han tror. En drönare börjar smygfilma Gloria då hon solar och Phil, Luke och Manny försöker hämnas på drönaren. Cameron är orolig över hur Lilly mår på lägret hon är på.                                        |                                     |                      |                                               |                   |                  |
| 138 - 618 | "Spring Break"                      | Gail Mancuso         | Paul Corrigan Brad Walsh                      | 25 mars 2015      | 30 april 2015    |
| Phil inser att Luke börjar bli en man och inte är hans pojke längre. Haley och Alex är på en musikfestival där Alex är ledsen för att hon inte kom in på Harvard. Jay och Gloria slutar båda med ett beroende, att se på såpoperor och att röka.                                                      |                                     |                      |                                               |                   |                  |
| 139 - 619 | "Grill, Interrupted"                | James Bagdonas       | Paul Corrigan Brad Walsh Jeffrey Richman      | 1 april 2015      | 7 maj 2015       |
| Jay fyller år och Phil ger honom en grill. Mitchell och Claire försöker fundera ut den bästa presenten. Gloria berättar för Luke och Manny vad alkohol kan gör med en. Haley får en ny pojkvän och Andy blir avundsjuk.                                                                               |                                     |                      |                                               |                   |                  |
| 140 - 620 | "Knock 'Em Down"                    | Beth McCarthy-Miller | Rick Wiener Kenny Schwartz                    | 22 april 2015     | 9 maj 2015       |
| Jay börjar spela bowling med Cameron. Haley går ut och Gloria och Mitchell följer med. Phil och Claire börjar gilla paret LaFontaine. |                                     |                      |                                               |                   |                  |
| 141 - 621 | "Integrity"                         | Chris Koch           | Stephen Lloyd Chuck Tatham                    | 29 april 2015     | 11 maj 2015      |
| Mitchell och Cameron blir barnvakt till Joe. Haley har problem med jobbet och GLoria hjälper honom. Claire mutar Lukes rektor. |                                     |                      |                                               |                   |                  |
| 142 - 622 | "Patriot Games"                     | Alisa Statman        | Vali Chandrasekaran                           | 6 maj 2015        | 24 maj 2015      |
| Phil och Claire vill att Alex ska blir avslutningstalare och tävlar mot Sanjays föräldrar. Gloria vill bli amerikansk medborgare men inte Javier. Mitchell och Cameron får problem med en restaurang.                                                                                                 |                                     |                      |                                               |                   |                  |
| 143 - 623 | "Crying Out Loud"                   |                      |                                               | 13 maj 2015       | 24 maj 2015      |
| Manny tar bort en visdomstand. Claire vill inte såra Jay men fått ett jobberbjudande från ett hotell hon inte kan säga nej till. |                                     |                      |                                               |                   |                  |
| 144 - 624 | "American Skyper"                   |                      |                                               | 20 maj 2015       | 24 maj 2015      |
| Alex tar studenten. Phil är fast på en affärsresa i Seattle. Andy väljer Haley eller Beth som sin flickvän. Jay blir irriterad på Glorias kusin. Claire letar efter en present till Alex. Mitchell har fått sparken och vill inte berätta det för Cameron.                                            |                                     |                      |                                               |                   |                  |

### Fotnoter
1. ↑  ”Modern Family” (på engelska). TV.Com. Arkiverad från originalet den 2 februari 2017. https://web.archive.org/web/20170202081025/http://www.tv.com/shows/modern-family/. Läst 26 januari 2017.